# Registre paroissial

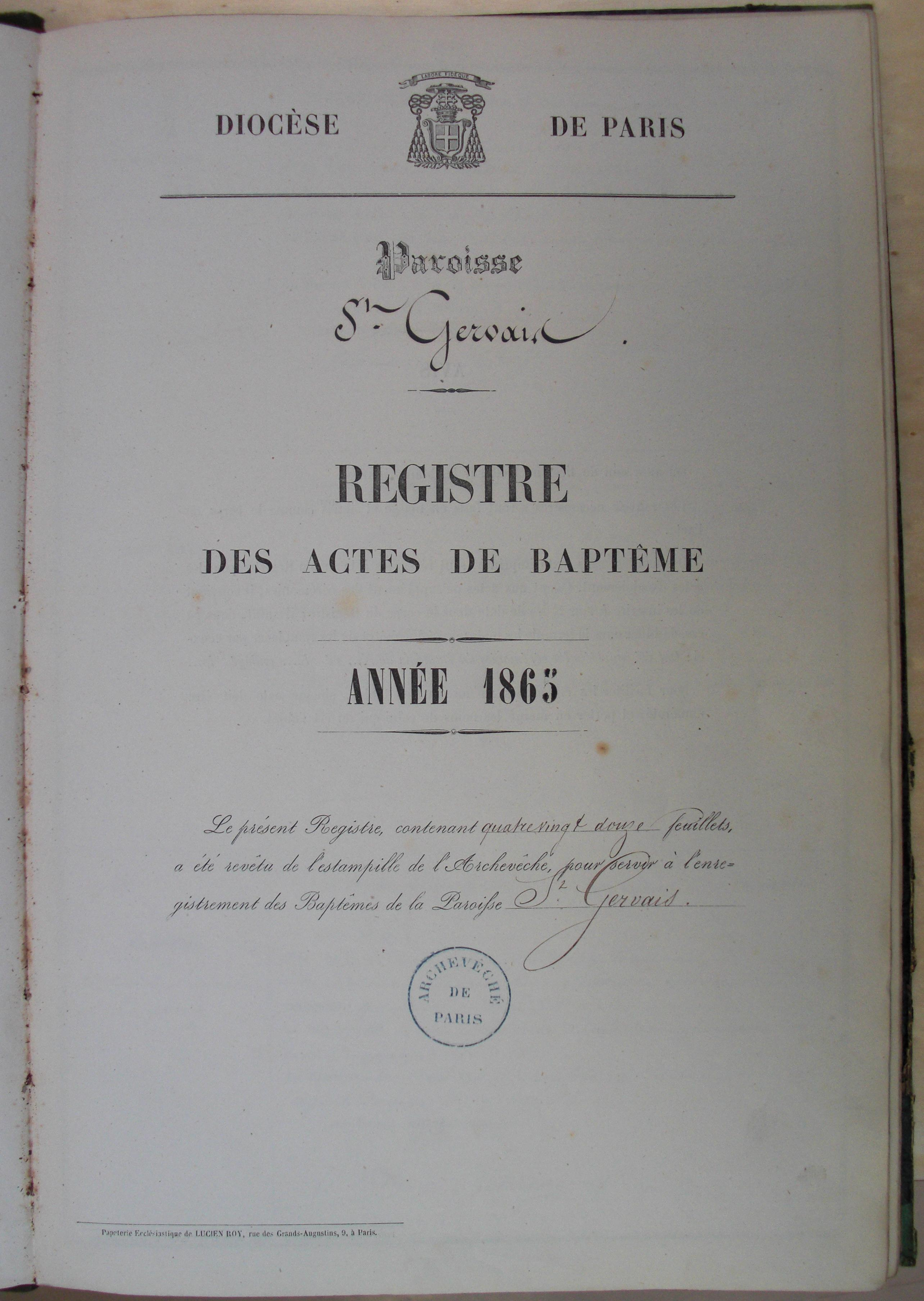
Première page du registre des baptêmes de l'église Saint-Gervais-Saint-Protais (Paris) (1865).

Un registre paroissial, aussi appelé registre de catholicité ou registre BMS, est un livre dans lequel sont enregistrés les actes des baptêmes, mariages et sépultures effectués dans une paroisse.
Le desservant d'une paroisse inscrit dans ce registre les actes nominatifs et datés qui témoignent qu'un sacrement chrétien de baptême ou de mariage a été conféré à un ou plusieurs membres de sa communauté. Ces registres ont d'abord existé dans l'Église catholique, mais se trouvent aussi aujourd'hui dans les autres confessions chrétiennes. Par extension, on enregistre les actes qui témoignent d'une sépulture chrétienne faite par un prêtre, un diacre ou un ministre du culte, à un défunt de la paroisse. 
Ce type de document est classiquement utilisé en généalogie pour rechercher des individus et reconstituer les liens familiaux.

## Définition
Les registres paroissiaux contiennent trois types d'actes: baptême, mariage, sépulture. Ils sont dénommés registres B.M.S. par les archivistes et sont très prisés par les généalogistes. 
Le concile de Trente définit sept sacrements : le baptême, la confirmation, l'eucharistie, la pénitence, l'extrême-onction, l’ordre et le mariage. Et il impose à partir du 11 novembre 1563 que soient tenus par le curé des registres indiquant :
- pour les mariages : le jour et le lieu, le domicile des époux, les noms, prénoms et domiciles des témoins[1],[2].
- pour les baptêmes: les noms et prénoms du baptisé, du parrain et de la marraine (une affinité spirituelle est créée empêchant le mariage entre le baptisé avec son parrain / marraine)[3].

Les sacrements et rites qui y sont inscrits permettent à la communauté paroissiale d'attester de la qualité de chrétien et de son état de célibataire ou de personne mariée. En effet, la mention d'un mariage chrétien est aujourd'hui ajouté en marge des actes de baptême, comme c'est depuis longtemps le cas des actes d'état civil. 
Les registres mentionnent aussi d'autres sacrements comme l'eucharistie ou la confirmation.

## Les registres paroissiaux en France
En France, les registres paroissiaux existent depuis la fin du Moyen Âge. Le plus ancien registre paroissial encore existant est celui de Givry (Saône-et-Loire), couvrant une période allant de 1334 à 1357.
Les archives départementales d'Ille-et-Vilaine conservent également quelques-uns des plus anciens registres conservés : celui de la commune de Roz-Landrieux datant de 1451, celui de la commune de Paramé (absorbée par la commune de Saint-Malo en 1966) datant de 1454 ou celui de la commune de Trans-la-Forêt datant de 1479. Les archives des Côtes-d'Armor conservent le registre de baptême de la commune de Lanloup qui date de 1467, pour l'Auvergne celui de Montarcher qui commence en 1469 et comprend des baptêmes, mariages et sépultures. Les archives du Var conserve le registre de baptêmes et sépultures de la commune de Signes datant de 1500. En Maine-et-Loire, le registre de baptême du Louroux-Béconnais débute également en 1500.
Dès la fin du Moyen Âge, la tenue d'un registre fait l'objet de mandements épiscopaux. L'ordonnance de Villers-Cotterêts de 1539 rend obligatoire la tenue de registres des baptêmes, en français, par les curés des paroisses, registres qui doivent être déposés, chaque année, au greffe du bailliage ou de la sénéchaussée. L'ordonnance de Blois de 1579 leur impose l'enregistrement des mariages et décès. C'est en avril 1667, dans l'« ordonnance touchant réformation de la justice » (aussi dite « ordonnance de Saint-Germain-en-Laye » ou « Code Louis ») que la tenue des registres en double exemplaire est rendue obligatoire par Louis XIV. Cela permet de constituer des séries moins lacunaires depuis le milieu du XVIIe siècle.
Par le décret de l'Assemblée nationale législative du 20 septembre 1792, la tenue officielle des registres est retirée aux curés et autres ministres du culte et remise aux maires dans le cadre de l'état civil. Les registres paroissiaux antérieurs à 1793 deviennent alors la propriété des archives communales, et l'ancienne série du greffe du bailliage celle des départements. Pour les petites communes, ces registres anciens sont parfois déposés aux archives départementales, dans la série E-dépôt. 
Depuis cette date, les registres paroissiaux sont considérés comme des archives privées de l'Église catholique. Ils sont parfois nommés registres de catholicité. Dans les diocèses, les séries actuelles de registres paroissiaux remontent parfois à 1795 pour les plus anciens. Généralement, les séries sont suivies depuis 1802-1803, époque du retour du culte concordataire. Les curés doivent toujours les établir en double exemplaire, l'un pour la paroisse, l'autre pour la chancellerie épiscopale. Dans certains cas, ils ont pu servir pour rétablir des actes officiels d'état civil, comme lors de la reconstitution des registres paroissiaux et d'état civil à Paris après l'incendie de 1871. Les registres de catholicité sont conservés selon les cas aux archives diocésaines ou aux archives départementales.

## Les registres paroissiaux dans le monde

### Angleterre
Après la rupture avec la papauté en 1534, les registres paroissiaux sont institués par Thomas Cromwell, principal ministre d'Henri VIII, en date du 5 septembre 1538. L'injonction de tenir les registres de baptêmes, mariages et sépultures est adressée à chaque recteur ou vicaire de toutes les paroisses d'Angleterre.

### Belgique
En Belgique, les registres paroissiaux ainsi que les registres de l'état civil sont tenus par les Archives de l’État, qui se chargent de les mettre à disposition du public en vue de leur consultation.

### Canada
Après la fondation de l'Acadie et de la Nouvelle-France au début du XVIIe siècle, des registres paroissiaux sont tenus comme en France et suivant les mêmes lois. Le plus ancien registre paroissial de la Nouvelle-France remonte à 1621 pour la basilique-cathédrale Notre-Dame de Québec. Ce n'est qu'avec la réforme du code civil du Québec en 1994 que les registres sont la responsabilité du gouvernement. Les registres paroissiaux pour l'Acadie ont en grande partie disparu, notamment pendant la déportation des Acadiens par les Anglais en 1755, événement appelé le Grand Dérangement.

### Italie
Les registres paroissiaux sont tenus en Italie depuis le concile de Trente en 1545. Ils sont conservés dans les différentes paroisses du pays. Ils indiquent les baptêmes, les mariages et les sépultures, mais également « l’état des âmes » (stato delle anime) qui est un recensement des paroissiens avec des renseignements complémentaires. Un double des registres paroissiaux est créé à partir de 1820 et est conservé aux archives des différents diocèses italiens.
Un premier état civil laïc est créé en Italie du Nord pendant la période française et porte le nom d’état civil napoléonien (stato civile napoleonico). Cet état civil est généralement tenu en français. Les registres napoléoniens sont conservés aux archives d’État (archivi di stato), équivalent des archives départementales françaises. L’état civil non confessionnel existe définitivement en Italie depuis 1866, quelques années après la création du royaume d’Italie, et il faut parfois attendre 1872 pour certaines villes. En Vénétie ils seront tenus à partir de septembre 1871.